# Mariko Brand
Mariko Brand（マリコ・ブランド）は、1986年11月25日に発売された刀根麻理子初の公認ベスト・アルバム。

## 解説
1984年のデビュー以来、5枚のシングルと3枚のアルバムをリリース。本ベストはその中から12曲（LPは10曲）をセレクトしたものである。3rdシングル「カレンダー」は収録されていない。LPとCDでは内容が異なり、前者は各面の冒頭に当時、日本ユニバック（現・BIPROGY）のCMソングだった「You got a friend」（作曲は松居慶子）が収録されているが、CDでは代わりに「ムーラン・ルージュ」と「TOUCH MY LOVE」が追加されている。
A面（前半）がシングルを中心としたアップテンポ、B面（後半）がバラード中心の構成。同日に徳間ジャパンの企画の一環として、2枚組ベスト「LADY M -MARIKO BEST-」が発売されており、こちらも1枚目がアップテンポ、2枚目がバラードという構成だが、「HOT STUFF」「摩天楼物語」「TOUCH MY LOVE」は収録されていない。
1991年12月21日に廉価で再発（1700円・TKCA-30483）されており、その際には裏ジャケと歌詞カードが簡素な仕様に変更された。

## 収録曲
（CDの内容。LPは1〜5がA面、6〜10がB面）
1. HOT STUFF
作詞 ： BRIAN RICHY/作曲 ： つのごうじ/編曲 ： 新川博
新曲。日本テレビ 『キャッツ♥アイ』第2期EDのカバー。原曲はシェリー・サベッジが歌っている。全英語詞。
2. RHAPSODY AGAIN
作詞 ： 三浦徳子/作曲 ： 筒美京平/編曲 ： Larry Williams
2ndシングル。雪印乳業ナチュレCMソング。
3. ジェラス・ファイアー
作詞 ： 刀根麻理子/作曲 ： 和泉常寛/編曲 ： 佐藤準
4thシングル。雪印乳業ナチュレCMソング。
4. 一秒の夏
作詞 ： 松井五郎/作曲 ： 佐藤健/編曲 ： 鷺巣詩郎
5thシングル。ミノルタα-7000CMソング。
最後の音が次曲の最初の音と重なる編集が施されている。
5. デリンジャー
作詞 ： 三浦徳子/作曲 ： 佐藤健/編曲 ： 新川博
デビュー曲。日本テレビ 『キャッツ♥アイ』第2期OP。
6. Stay with me
作詞 ： BRIAN RICHY/作曲 ： 和泉常寛/編曲 ： 新川博
デビュー曲のB面。日本テレビ 『キャッツ♥アイ』第2期挿入歌。全英語詞。
7. 摩天楼物語
作詞 ： 刀根麻理子/作曲 ： 川野真寛/編曲 ： 川村栄二
2ndアルバム『PURPLE ROSE』より。刀根が初めて作詞した曲[2]
8. WISHES
作詞 ： リンダ・ヘンリック/作曲・編曲 ： つのごうじ
2ndアルバム　『PURPLE ROSE』より。全英語詞。つのごうじとのデュエット曲。
9. ワインな想い出
作詞 ： 小林和子/作曲 ： 浜田金吾/編曲 ： 松下誠
3rdアルバム『NATURALLY』より。
10. YOU
作詞 ： 有川正沙子/作曲 ： 和泉常寛/編曲 ： 鷺巣詩郎
2ndアルバム『PURPLE ROSE』より。
11. ムーラン・ルージュ
作詞 ： 松井五郎/作曲 ： 和泉常寛/編曲 ： 佐藤準
3rdアルバム『NATURALLY』より。CDのみの収録。
12. TOUCH MY LOVE
作詞 ： 松井五郎/作曲 ： 中崎英也/編曲 ： 鷺巣詩郎
5thシングルのB面。花王リーゼ CMソング。CDのみの収録。